# Cyprian Romberg
Cyprian Friedrich Marianne Romberg, född den 28 oktober 1807 i Hamburg, död där den 14 oktober 1865, var en tysk violoncellist. Han var son till Andreas Romberg.
Romberg, som var förste violoncellist vid kejserliga operan i Sankt Petersburg, lämnade denna befattning och vistades i Tyskland som privatiserande musiklärare. Han drunknade under badning i Elbefloden, nära Hamburg.